# Tradescantia pallida
Tradescantia pallida (Rose) D.R.Hunt è una pianta della famiglia delle Commelinacee.
Nota come pianta ornamentale in tutto il mondo, è nativa delle Americhe ha un portamento ricadente o serpeggiante; si adatta quindi come pianta decorativa per vasi pendenti.

## Descrizione
La foglia è di un caratteristico colore viola purpureo che può tendere al verde in carenza di luce; il fiore è composto da tre petali rosa.

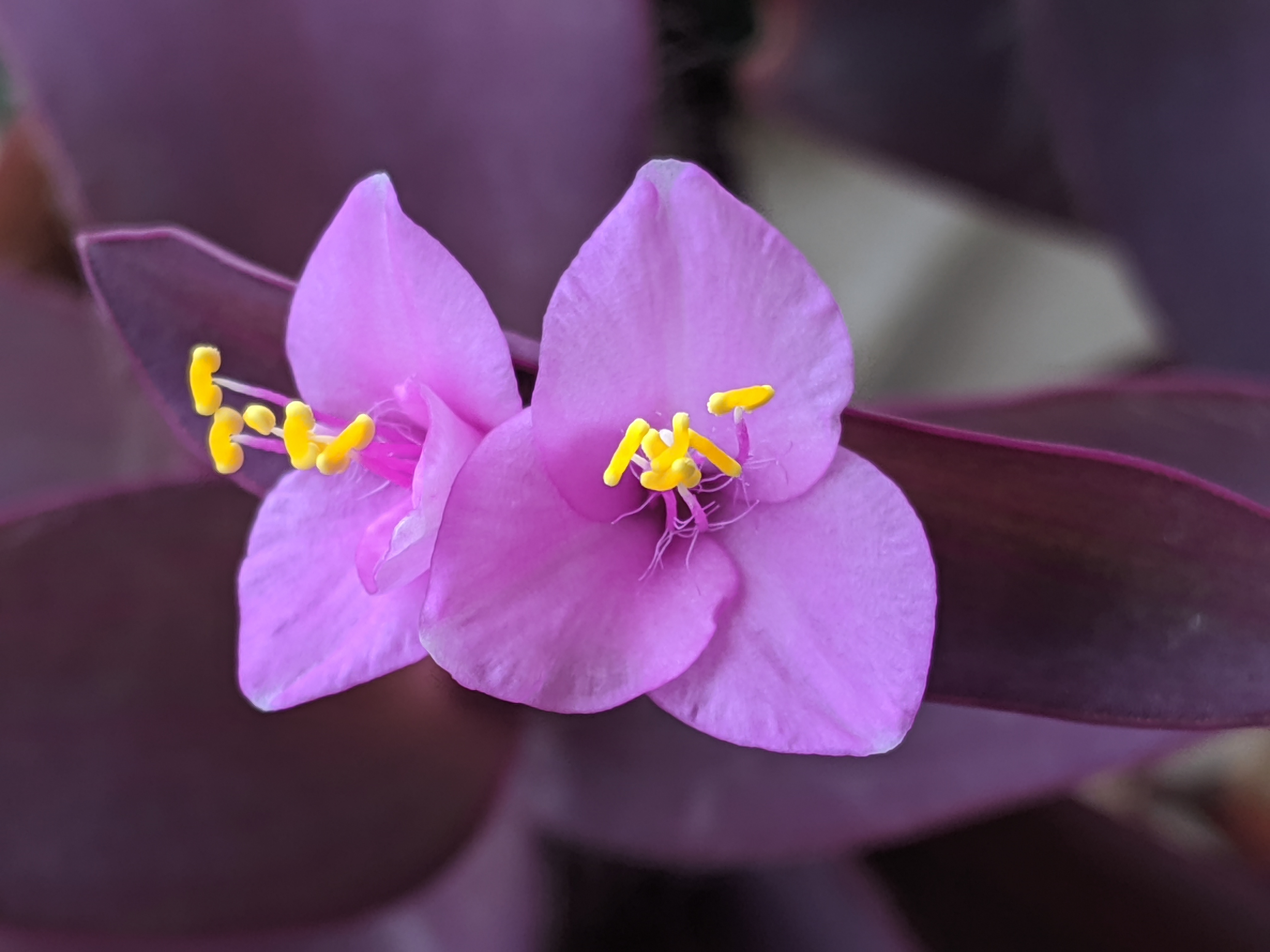
Fiori di Tradescantia pallida

## Coltivazione e propagazione
Ottima pianta d'appartamento, ha bisogno di luce affinché possa sviluppare appieno la colorazione del fogliame. Per questo, può essere tenuta sul balcone durante la bella stagione. Si riproduce per talea senza la minima difficoltà.